# 松下幸之助
松下 幸之助（まつした こうのすけ、1894年〈明治27年〉11月27日 - 1989年〈平成元年〉4月27日）は、日本の実業家、発明家、著述家。位階は正三位。
パナソニックホールディングスを一代で築き上げた経営者である。異名は「経営の神様」。その他、PHP研究所を設立して倫理教育や出版活動に乗り出した。さらに晩年は松下政経塾を立ち上げ、政治家の育成にも意を注いだ。

## 経歴

### 生い立ち

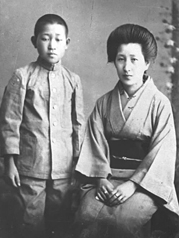
少年時代の松下（左）

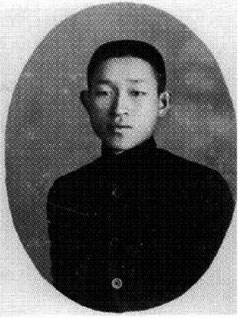
1912年の松下

1894年11月27日、和歌山県海草郡和佐村千旦ノ木（現：和歌山市禰宜）に、小地主松下政楠・とく枝の三男として出生。家が松の大樹の下にあったところから松下の姓を用いたとする。
1899年頃、父が米相場で失敗して破産したため、一家で和歌山市本町1丁目に転居し、下駄屋を始めた。しかし父には商才がなく店を畳んだ。幸之助は尋常小学校を4年で中退し、9歳で宮田火鉢店に丁稚奉公に出される。後、奉公先を五代自転車に移した。五代自転車奉公時代にサントリーの起源である寿屋の鳥井信治郎と出会い、将来にわたって経営の師とする。この経験は後にパナレーサー社設立のきっかけになった。自転車屋奉公時代、来店客に度々タバコを買いに行かされた。その際、いちいち買いに出かけるより纏め買いして置けば、すぐタバコを出せる上、単価も安くなるため、これを利用して小銭を溜めた。しかしこれが丁稚仲間から反感を買い、店主にやめるよう勧められたために纏め買いはやめる。この頃から商才を顕すと共に、独り勝ちは良くないとも気づくようになった。
大阪市に導入された路面電車を見て感動し、電気に関わる仕事を志し、16歳で大阪電灯（現：関西電力）に入社し、7年間勤務する。当時の電球は自宅に直接電線を引く方式で、電球の取り外しも専門知識が必要な危険な作業であったため、簡単に電球を取り外すことができる電球ソケットを在職中に考案する。1913年に18歳で関西商工学校夜間部予科に入学した。1917年、大阪電灯を依願退職した。

### 会社創業

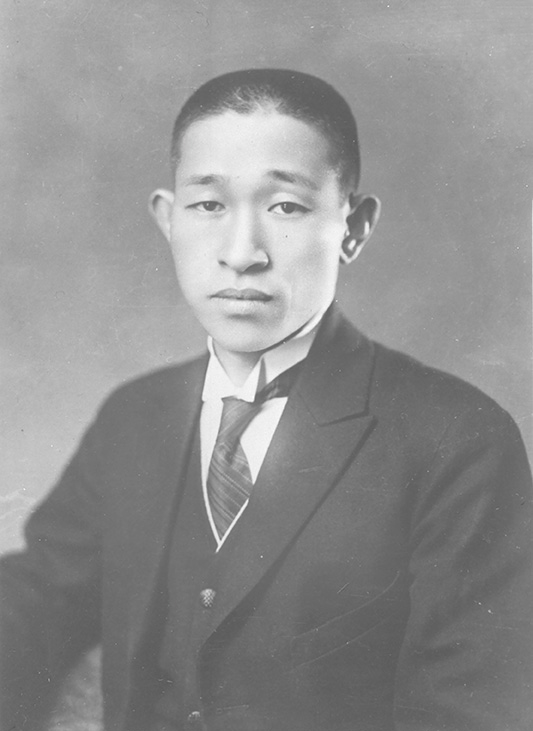
35歳ころの松下（1929年撮影）

大阪府東成郡鶴橋町猪飼野（現：大阪市東成区玉津2丁目）の自宅で、妻むめのと、その弟の井植歳男（営業担当、後に専務取締役、戦後に三洋電機を創業して独立）、および友人2名の計5人で、同ソケットの製造販売に着手。しかし、新型ソケットの売り上げは芳しくなく、友人2名は幸之助のもとを去ったが、川北電気（現在のパナソニック エコシステムズ）から扇風機の部品を大量に受注したことにより窮地を脱した。その後、アタッチメントプラグ、二灯用差込みプラグがヒットしたため経営が軌道に乗る。
事業拡大に伴い、1918年に大阪市北区西野田大開町（現：大阪市福島区大開2丁目）で松下電気器具製作所（現・パナソニックホールディングス）を創業。電球ソケットに続き、カンテラ式で取り外し可能な自転車用電池ランプ（1925年から「ナショナル」商標を使用開始）を考案し、これらのヒットで乾電池などにも手を広げた。1929年の松下電器製作所への改称と同時に『綱領・信条』を設定した。

### 門真移転
1932年を『命知元年』と定めて5月5日に第1回創業記念式を開き、ヘンリー・フォードに倣った『水道哲学』『250年計画』『適正利益・現金正価』を社員に訓示した。また、事業拡大のため土地が広い大阪府北河内郡門真村（現：門真市）に本社・工場を移転した。当時、門真市から枚方市にかけての地域は大阪市内から見て鬼門に当たるとして開発が遅れていたが、東北に細長く延びる日本地図を指して「日本列島はほとんどが鬼門だ」と述べて断行した。1935年には松下電器産業株式会社として法人化した。
第二次世界大戦中は、下命で軍需品の生産に協力する。1943年4月に松下造船株式会社を設立し、海運会社出身の井植歳男社長の下で、終戦までに56隻の250トンクラスの中型木造船を建造した。次いで同年10月には盾津飛行場そばに松下航空機株式会社を設立し、空技廠の技術指導により強化合板構造の練習用木製急降下爆撃機「明星」を終戦までに7機試作。試験飛行に漕ぎ着けたものの、1機は間もなく空中分解し、航空機に求められる絶対的な品質と信頼性に対する認識不足から 惨憺たる失敗に終わった。
戦後ただちにGHQによって財閥解体の一環として制限会社に指定され、幸之助・歳男以下役員の多くが戦争協力者として公職追放処分を受ける。暖簾分けの形で井植兄弟を社外に出した幸之助は、「松下は一代で築き上げたもので、買収などで大きくなった訳でもなく、財閥にも当らない」と反駁した。一方で1946年11月にはPHP研究所を設立し、倫理教育に乗り出すことで世評を高めた。内部留保を取り崩して人員整理を極力避けたことを感謝した労働組合もGHQに嘆願したため、間もなく制限会社指定を解除され、1947年に社長に復帰する。

### 社長復帰後
続くドッジ・ライン不況でも苦境に陥ったが、今度は一転してレッドパージを兼ねた直営工場の操業時間短縮、人員大量整理、賃金抑制を断行し、危機を乗り切った。この経営手法を当時のマスコミが揶揄して物品税の滞納王などと報道された。
1948年、趣味の株式投資の影響でナショナル証券を設立したが、この分野で大成するには至らなかった。
1954年の制度施行以降、長者番付で10回全国1位を記録（1955年 - 1959年、1961年 - 1963年、1968年、1984年）した。また全国2位を6回、3位を2回、4位を4回記録し、40年連続で全国100位以内となった。この時期の幸之助は「億万長者」であり、一生で約5,000億円の資産を築いたと推定される。
1951年、テレビ事業視察のため長期外遊し、翌1952年に蘭フィリップスと技術導入提携（後に松下電子工業として分社化、1997年4月松下電器に統合）。
1954年には戦前からの宿願だったレコード事業参入のため、当時の資本金相当額を投入して日本ビクターを子会社化したが、経営上の独立性を保証した。
1957年には自ら巡回しての自社製品販売要請に応じた小売店を自社系列電器店網へ組み込み、日本初の系列電器店ネットワークとなる「ナショナルショップ（現：パナソニックショップ）」を誕生させた。以後、自社製品の地道な拡販交渉を続ける幸之助の姿勢に共感した系列電器店が「ナショナルショップ」網へ次々新規参入。こうした「松下幸之助に対する小売店スタッフの強い忠誠心」がナショナルショップを（ピーク時に約2万7千店を誇る）国内最大の系列電器店ネットワークへと成長させる原動力となった。

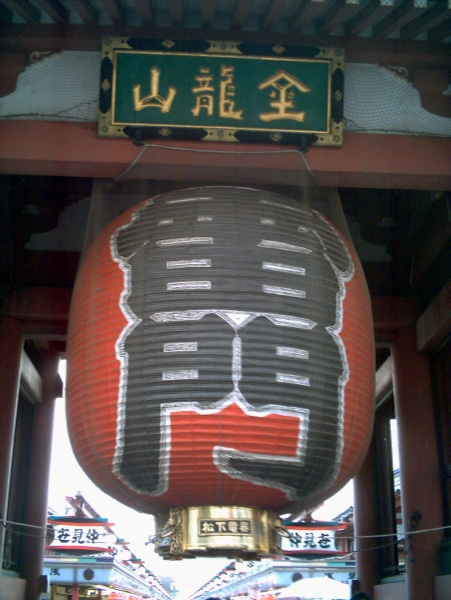
浅草寺大提灯

1960年に初の和歌山市名誉市民に選定される。同年、浅草寺（東京都台東区）の雷門と大提灯は、100年近く仮設状態のままになっていたところ、幸之助が私財を寄進して現在の形に再建された。提灯の「雷門」の下加輪には「松下電器産業株式会社　松下幸之助」と金文字で大きく刻んだ一際目立つプレートが貼られている。
1960年頃から社会貢献活動を活発に行うようになる。とりわけ規模の大きいものが、1968年から15年間にわたって交通事故から子どもたちを守ることを目的に総額50億円（2025年現在の価値に直すと200億円程度）を、全国の都道府県および政令指定都市に寄贈したことである。 この資金は、交通公園、青少年教育センター、歩道橋などの全国各地の諸施設の建設に充てられ、交通安全教育用教材の充実にも役立った。民間企業の社会貢献としては当時過去最大のものであった。

### 会長就任後

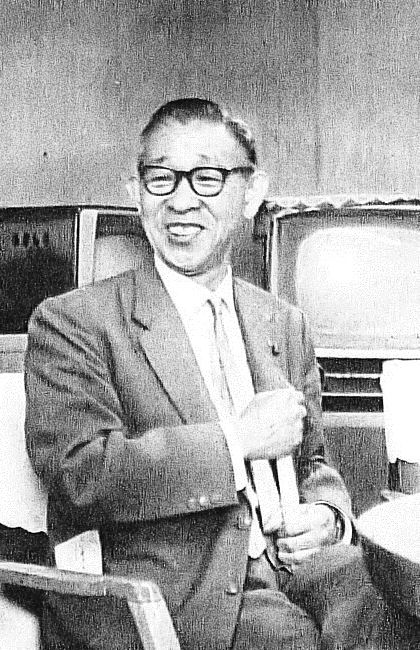
1960年代初頭の松下

1961年に会長に就任し、第一線を退くが、ヒット商品欠如が岩戸景気後の反動不況と相俟って赤字に転落する。
当時ソ連の副首相であったミコヤンと食事を共にした際、「自分は工場で家庭電気器具を作ることで、婦人解放をした」というと、感心したミコヤンは握手を求めたという。
1964年には門真市で初の名誉市民に推挙される。また、家電品の廉売を巡り、当時のダイエー社長・中内㓛と30年にわたるダイエー・松下戦争が勃発した。社内外の引き締め目的で熱海ニューフジヤホテルを借り切り、全国の販社・代理店と直談判する機会を設けたものの、新興スーパーマーケットとの競合による売行不振、熾烈な販売ノルマや販促グッズの押し付け、欠陥テレビの修理費負担などが問題化して紛糾し、丸3日間にわたって逆に吊し上げられた（全国販売会社代理店社長懇談会、いわゆる「熱海会談」）。このため「共存共栄」と自筆した色紙を配布して沈静化を図る一方、営業本部長代行を兼務し、トップセールスとしての現場復帰を余儀なくされた。
1965年の第16回NHK紅白歌合戦（NHK総合・ラジオ第1）に審査員として出場した。
1967年7月、ダイエーなどの安売り店への出荷停止や締め付けなどに関して、公正取引委員会は松下電工を立ち入り検査し、独占禁止法第十九条に抵触する「不公正な取引方法」として排除勧告を受けた。これを拒否したため消費者から批判を浴びた。
1970年にはナショナルショップの後継者育成目的で松下電器商学院（現：松下幸之助商学院）を設立する。後に中村邦夫が立ち上げる「スーパープロショップ（現：スーパーパナソニックショップ）」の母体となった。
同年、日本万国博覧会（大阪万博）に松下電器館を出展する。「5000年後に開封する」として話題になったタイムカプセルには、全国の小中学生の手紙や当時の物品を納めて、博覧会終了後に大阪城公園に埋蔵された。酷暑にもかかわらず、入場2時間待ちで並ぶ一般客の行列に日陰がないことに気付き、「松下館」と大書した紙製の帽子を配布するよう担当者に指示した。これが会場外でも宣伝になって、松下館はさらに人気を呼んだ。またタイムカプセルのミニチュアをカラーテレビの景品として頒布し、販売強化に繋げた。
1971年、慶應義塾大学工学部へ多額の寄付を行い、松下記念図書館が竣工された。

### 晩年
1973年、80歳を機に現役を引退し、相談役に退いた。1974年には奈良県明日香村の名誉村民となる。1974年から1983年まで中野種一朗の後任として伊勢神宮崇敬会第3代会長を務め、後に松下正幸も第8代会長を務めた。1979年、私財70億円を投じて財団法人松下政経塾を設立し、政界に貢献しようとした。
1989年4月27日午前10時6分に気管支肺炎のため、守口市の松下記念病院において死去。享年96（満94歳没）。法名は光雲院釋眞幸。死亡時遺産総額は約2450億円で、日本で最高とされている。

## エピソード
- トヨタ自動車中興の祖・石田退三を師と仰ぎ、尊敬していた[15]。
- 創業地の大阪市大開に思い入れがあり、本籍を大阪市大開から動かさなかった。
- 東洋工業（現マツダ）社長の松田恒次と親交があり、東洋工業が実用化に成功したロータリーエンジンを評価して、マツダ・コスモスポーツの顧客第一号となった。
- スバル・360に発売前から興味を示し、顧客第一号であった[16]。
- コンピュータについて、1960年の暮れに米IBMと特許使用許諾契約を結んだ日本側15社のうちの一社に松下電器産業が含まれ[17]、日本電子計算機にも参加する[18] など、初期参入企業の一社であったが（実機「MADIC」の研究開発製造は松下通信工業（現：パナソニック モバイルコミュニケーションズ））、1964年10月に撤退を表明した。この件について、同年の減収減益で、コンピュータの研究への資本投入に販社からの不満が渦巻いていたとする文献[19] もある。幸之助がこの時「コンピュータとは何をするものか」という問いを発し、それに対して幸之助の満足するような答えが得られなかったために撤退を決断したという話がある[20]。これを失策とみるか、英断とみるかは意見が分かれる（たとえばシャープも、コンピュータは基礎研究のみに止めている。ただしシャープの場合は、その応用ともいえる電卓への進出で一定の成功を収めた。）[注 7]。
- 1965年に古希（70歳）を迎えた後、グループの総帥になると、ある従業員に「どうやってこのように大きな成功を収めることができたのですか」と尋ねられた。それに対して松下は「私は天からの3つの恵みを受けて生まれた。家が貧しかったこと、体が弱かったこと、小学校までしか進学出来なかったこと。」と答えている[21]。
- 米『タイム』誌国際版の表紙を飾った2人目の日本人実業家である（1人目は戦前に登場した日本郵船の各務鎌吉）[22]。
- 終生紀州弁で通した。晩年は声量が落ち、筆頭秘書が通訳を務めた。
- 朝型人間で、朝6時くらいにあちこちに電話をして打ち合わせをすることも多かった。社内だけではなく、社外の人にも早朝に電話をして驚かれたこともあるという。
- 郷里の和歌山市に、友人達から贈られた「松下幸之助君生誕の地」の石碑（同郷である湯川秀樹の揮毫）と、幸之助がポケットマネーで寄付した和歌山市立松下体育館や、和歌山城西之丸庭園（紅葉渓庭園）内の茶室「紅松庵」がある。
- 東京ディズニーシーのインディ・ジョーンズ・アドベンチャーのキューライン（queue - 並ぶ列）に展示中の、インディ博士の作業卓上の新聞には、幸之助の顔写真が載っている。これはパナソニックが同アトラクションのスポンサーであるためである。
- 大阪府門真市に所在するパナソニックミュージアム内に、松下幸之助の銅像「松下幸之助翁寿像」が建立されているが、この像は労働組合に理解を示していた幸之助に感謝する形で、松下電器労組が贈呈したものである。
- 自分に対して厳しい松下は交通渋滞が原因で会議に間に合わなかった際、社内処分として自らの給与を10％を減給した（1カ月間）。
- 200年かけて日本の山を2割切り崩し75000平方kmの土地を平らにした上、その土砂で四国程の面積の島を作ろうと考えていた[23]。
- 辯天宗の信者で、本社から国道を挟んで南側にある「松下電子部品」（現社名＝パナソニックエレクトロニックデバイス株式会社）の敷地内に、下天龍王社という祠（ほこら）が鎮座している。ただ、社内に自身の信仰を明確に持ち込んだ例はこれ以外にはなく、また前述のように浅草寺など他の諸宗教へも寄進を行っていることから、辨天宗だけを特別扱いしていたとは言えないとする見解もある。
- 晩年、雑誌の取材で「何かひとつ夢を叶えるとしたら何を望みますか?」と質問されたところ「今の全財産を渡すからもう一度二十歳に戻して欲しい。それが出来たら私はもう一度今と同じだけの財産を築いてみせる。」と答えたという。
- リーダーに必要なものについて、「運が強いこと」と「愛嬌があること」をあげている[24]。
- 文部科学省の中学校向け道徳教育用教材『私たちの道徳』の「礼儀の意義を理解し適切な言動を」という学習指導要領の項目の中で人物コラムとして取り上げられた[25][26]。
- 日本の戦後教育について、「道徳を高めると、人間性だけでなく日本の国際的な評価を高め、さらに実利実益にも結びつく」と述べており、道徳・徳育を重視すべきと考え、教育におけるそれらの欠如が青少年の乱れに繋がっていると憂いていた[27]。
- 昭和40年代の初めに、業務用の大型炊飯器の試作品が完成し、技術者たちが本社の重役会議に臨んだ。操作や水洗いも簡単になった画期的な新製品だったが、重役陣の反応はいま一つ。やがて昼になり、弁当が配られた。そこには試作品で炊いたご飯が用意された。幸之助だけが「この炊飯器のご飯、おいしいな」とおかわりをした。食が細いはずの幸之助だったが、その一言は、技術者たちにとって、たまらなくうれしいものだったという[28]。
- 前日に市販された新製品の評判を、社の幹部に尋ねた際、「一週間ほどしたら評判がわかるでしょう」との答えだった。すると幸之助は「あかん！きのう発売されて、なんで今日わからんのや。商品について回れ」と叱責した。さらに「販売店を訪ね、売る人の立場から意見を聞いてみるのが本当や」「悠長に、一週間も市場の反応を待っていては商売にならん」と続けた[29]。
- 幸之助が社員の一人に「幽霊は、なぜ怖いかわかるか」と聞いたことがある。社員が「足がないからです」と答えると、「そうや。足がないということは、それが何者やら実体がわからないから怖いのや。経営でも、実体が見えないと怖いで。何が起こるかわからないから」と応じた。幸之助は「見えないものを見えるようにするのが経営だ」とした。そのためには「自分でわかるまで考えよ」「現場に出よ」と勧めたという[30]。
- 自分は失敗をしたことがないと断言をしている。その自信は「意の如く、事が運ばないことを失敗というのなら、それは今までにずいぶんあった。しかし、私はいつも禍転じて福とするようにしているので、その意味では失敗をしたことはない」とのこと。また「失敗した所で止めるから失敗になる。成功するところまで続ければ成功になる。」という発言は有名である。
- 大阪電灯に在職中、配線工として初代通天閣の電気工事に携わっていた。戦後再建された際、松下電器へネオン広告の掲出の打診があったが、幸之助自身の判断により打診を断っている。その後、関西での知名度拡大を狙っていた日立製作所が広告を掲出し、地元の名物として定着した。幸之助は後年になって、打診を断ったことを悔いていたという。
- 素直さこそが経営及び万事を成功に結ぶものと考えている。
- 運を非常に気にしていたといい、社員の採用にあたっても「面接で自分は運が悪いと答えた学生はたとえ高学歴でも、採用試験の成績は良くても落とす。」と公言していた。

## 栄典・栄誉
- 位階勲等 - 正三位 勲一等旭日桐花大綬章（それ以前に、勲一等旭日大綬章、勲二等旭日重光章、勲一等瑞宝章、紺綬褒章、藍綬褒章）。
- 爵位 - マレーシアタン・スリ（伯爵相当）。
その他、オランダ経済提携親善功績章受章、中国改革友誼奨章。1979年、日本棋院から大倉賞を受賞。
創設に関わった賞としては「日本国際賞」など。
- 称号 - 和歌山市名誉市民（1960年）、門真市（初）名誉市民（1964年）、明日香村名誉村民（1974年）、早稲田大学名誉博士（Doctor of Laws）、同志社大学名誉学位。

## 系譜
|            |            |            |            |            |            |  |  |        |        |        |        |        |        |  |  |        |        |        |        |        |        |  |  |          |          |          |          |          |          |  |  |          |          |          |          |            |            |            |            |                  |                  |                  |                  |                  |                  |        |        |            |            |            |            | 松下房右衛門 |            |          |          |          |          |        |        |          |          |          |          |          |          |          |          |          |          |      |      |          |          |          |          |          |          |          |          |            |            |            |            |            |            |      |      |      |      |      |      |      |      |  |  |          |          |          |          |          |          |  |  |  |  |  |  |  |  |
|            |            |            |            |            |            |  |  |        |        |        |        |        |        |  |  |        |        |        |        |        |        |  |  |          |          |          |          |          |          |  |  |          |          |          |          |            |            |            |            |                  |                  |                  |                  |                  |                  |        |        |            |            |            |            |              |            |          |          |          |          |        |        |          |          |          |          |          |          |          |          |          |          |      |      |          |          |          |          |          |          |          |          |            |            |            |            |            |            |      |      |      |      |      |      |      |      |  |  |          |          |          |          |          |          |  |  |  |  |  |  |  |  |
|            |            |            |            |            |            |  |  |        |        |        |        |        |        |  |  |        |        |        |        |        |        |  |  |          |          |          |          |          |          |  |  |          |          |          |          | 保田興一郎 | 保田興一郎 | 保田興一郎 | 保田興一郎 | 保田興一郎       | 保田興一郎       |                  |                  | とく枝           | とく枝           | とく枝 | とく枝 | とく枝     | とく枝     |            |            | 松下政楠     | 松下政楠   | 松下政楠 | 松下政楠 | 松下政楠 | 松下政楠 |        |        |          |          |          |          | 平田東助 | 平田東助 | 平田東助 | 平田東助 | 平田東助 | 平田東助 |      |      | 前田利昭 | 前田利昭 | 前田利昭 | 前田利昭 | 前田利昭 | 前田利昭 |          |          |            |            |            |            |            |            |      |      |      |      |      |      |      |      |  |  | 三井高棟 | 三井高棟 | 三井高棟 | 三井高棟 | 三井高棟 | 三井高棟 |  |  |  |  |  |  |  |  |
|            |            |            |            |            |            |  |  |        |        |        |        |        |        |  |  |        |        |        |        |        |        |  |  |          |          |          |          |          |          |  |  |          |          |          |          | 保田興一郎 | 保田興一郎 | 保田興一郎 | 保田興一郎 | 保田興一郎       | 保田興一郎       |                  |                  | とく枝           | とく枝           | とく枝 | とく枝 | とく枝     | とく枝     |            |            | 松下政楠     | 松下政楠   | 松下政楠 | 松下政楠 | 松下政楠 | 松下政楠 |        |        |          |          |          |          | 平田東助 | 平田東助 | 平田東助 | 平田東助 | 平田東助 | 平田東助 |      |      | 前田利昭 | 前田利昭 | 前田利昭 | 前田利昭 | 前田利昭 | 前田利昭 |          |          |            |            |            |            |            |            |      |      |      |      |      |      |      |      |  |  | 三井高棟 | 三井高棟 | 三井高棟 | 三井高棟 | 三井高棟 | 三井高棟 |  |  |  |  |  |  |  |  |
|            |            |            |            |            |            |  |  |        |        |        |        |        |        |  |  |        |        |        |        |        |        |  |  |          |          |          |          |          |          |  |  |          |          |          |          |            |            |            |            |                  |                  |                  |                  |                  |                  |        |        |            |            |            |            |              |            |          |          |          |          |        |        |          |          |          |          |          |          |          |          |          |          |      |      |          |          |          |          |          |          |          |          |            |            |            |            |            |            |      |      |      |      |      |      |      |      |  |  |          |          |          |          |          |          |  |  |  |  |  |  |  |  |
|            |            |            |            |            |            |  |  |        |        |        |        |        |        |  |  |        |        |        |        |        |        |  |  |          |          |          |          |          |          |  |  |          |          |          |          |            |            |            |            |                  |                  |                  |                  |                  |                  |        |        |            |            |            |            |              |            |          |          |          |          |        |        |          |          |          |          |          |          |          |          |          |          |      |      |          |          |          |          |          |          |          |          |            |            |            |            |            |            |      |      |      |      |      |      |      |      |  |  |          |          |          |          |          |          |  |  |  |  |  |  |  |  |
| 中尾哲二郎 | 中尾哲二郎 | 中尾哲二郎 | 中尾哲二郎 | 中尾哲二郎 | 中尾哲二郎 |  |  | やす江 | やす江 | やす江 | やす江 | やす江 | やす江 |  |  | 井植薫 | 井植薫 | 井植薫 | 井植薫 | 井植薫 | 井植薫 |  |  | 井植祐郎 | 井植祐郎 | 井植祐郎 | 井植祐郎 | 井植祐郎 | 井植祐郎 |  |  | 井植歳男 | 井植歳男 | 井植歳男 | 井植歳男 | 井植歳男   | 井植歳男   |            |            | 松下むめの       | 松下むめの       | 松下むめの       | 松下むめの       | 松下むめの       | 松下むめの       |        |        | 松下幸之助 | 松下幸之助 | 松下幸之助 | 松下幸之助 | 松下幸之助   | 松下幸之助 |          |          | 平田昇   | 平田昇   | 平田昇 | 平田昇 | 平田昇   | 平田昇   |          |          | 平田松堂 | 平田松堂 | 平田松堂 | 平田松堂 | 平田松堂 | 平田松堂 |      |      | 静子     | 静子     | 静子     | 静子     | 静子     | 静子     |          |          | 中御門経恭 | 中御門経恭 | 中御門経恭 | 中御門経恭 | 中御門経恭 | 中御門経恭 |      |      | 慶子 | 慶子 | 慶子 | 慶子 | 慶子 | 慶子 |  |  | 三井高公 | 三井高公 | 三井高公 | 三井高公 | 三井高公 | 三井高公 |  |  |  |  |  |  |  |  |
| 中尾哲二郎 | 中尾哲二郎 | 中尾哲二郎 | 中尾哲二郎 | 中尾哲二郎 | 中尾哲二郎 |  |  | やす江 | やす江 | やす江 | やす江 | やす江 | やす江 |  |  | 井植薫 | 井植薫 | 井植薫 | 井植薫 | 井植薫 | 井植薫 |  |  | 井植祐郎 | 井植祐郎 | 井植祐郎 | 井植祐郎 | 井植祐郎 | 井植祐郎 |  |  | 井植歳男 | 井植歳男 | 井植歳男 | 井植歳男 | 井植歳男   | 井植歳男   |            |            | 松下むめの       | 松下むめの       | 松下むめの       | 松下むめの       | 松下むめの       | 松下むめの       |        |        | 松下幸之助 | 松下幸之助 | 松下幸之助 | 松下幸之助 | 松下幸之助   | 松下幸之助 |          |          | 平田昇   | 平田昇   | 平田昇 | 平田昇 | 平田昇   | 平田昇   |          |          | 平田松堂 | 平田松堂 | 平田松堂 | 平田松堂 | 平田松堂 | 平田松堂 |      |      | 静子     | 静子     | 静子     | 静子     | 静子     | 静子     |          |          | 中御門経恭 | 中御門経恭 | 中御門経恭 | 中御門経恭 | 中御門経恭 | 中御門経恭 |      |      | 慶子 | 慶子 | 慶子 | 慶子 | 慶子 | 慶子 |  |  | 三井高公 | 三井高公 | 三井高公 | 三井高公 | 三井高公 | 三井高公 |  |  |  |  |  |  |  |  |
|            |            |            |            |            |            |  |  |        |        |        |        |        |        |  |  |        |        |        |        |        |        |  |  |          |          |          |          |          |          |  |  |          |          |          |          |            |            |            |            |                  |                  |                  |                  |                  |                  |        |        |            |            |            |            |              |            |          |          |          |          |        |        |          |          |          |          |          |          |          |          |          |          |      |      |          |          |          |          |          |          |          |          |            |            |            |            |            |            |      |      |      |      |      |      |      |      |  |  |          |          |          |          |          |          |  |  |  |  |  |  |  |  |
|            |            |            |            |            |            |  |  |        |        |        |        |        |        |  |  |        |        |        |        |        |        |  |  |          |          |          |          |          |          |  |  |          |          |          |          |            |            |            |            |                  |                  |                  |                  |                  |                  |        |        |            |            |            |            |              |            |          |          |          |          |        |        |          |          |          |          |          |          |          |          |          |          |      |      |          |          |          |          |          |          |          |          |            |            |            |            |            |            |      |      |      |      |      |      |      |      |  |  |          |          |          |          |          |          |  |  |  |  |  |  |  |  |
|            |            |            |            |            |            |  |  |        |        |        |        |        |        |  |  |        |        |        |        |        |        |  |  |          |          |          |          |          |          |  |  | 井植敏   | 井植敏   | 井植敏   | 井植敏   | 井植敏     | 井植敏     |            |            |                  |                  |                  |                  | 幸子             | 幸子             | 幸子   | 幸子   | 幸子       | 幸子       |            |            | 松下正治     | 松下正治   | 松下正治 | 松下正治 | 松下正治 | 松下正治 |        |        | 丹羽正治 | 丹羽正治 | 丹羽正治 | 丹羽正治 | 丹羽正治 | 丹羽正治 |          |          | 敬子     | 敬子     | 敬子 | 敬子 | 敬子     | 敬子     |          |          | 平田克己 | 平田克己 | 平田克己 | 平田克己 | 平田克己   | 平田克己   |            |            | 宣子       | 宣子       | 宣子 | 宣子 | 宣子 | 宣子 |      |      |      |      |  |  |          |          |          |          |          |          |  |  |  |  |  |  |  |  |
|            |            |            |            |            |            |  |  |        |        |        |        |        |        |  |  |        |        |        |        |        |        |  |  |          |          |          |          |          |          |  |  | 井植敏   | 井植敏   | 井植敏   | 井植敏   | 井植敏     | 井植敏     |            |            |                  |                  |                  |                  | 幸子             | 幸子             | 幸子   | 幸子   | 幸子       | 幸子       |            |            | 松下正治     | 松下正治   | 松下正治 | 松下正治 | 松下正治 | 松下正治 |        |        | 丹羽正治 | 丹羽正治 | 丹羽正治 | 丹羽正治 | 丹羽正治 | 丹羽正治 |          |          | 敬子     | 敬子     | 敬子 | 敬子 | 敬子     | 敬子     |          |          | 平田克己 | 平田克己 | 平田克己 | 平田克己 | 平田克己   | 平田克己   |            |            | 宣子       | 宣子       | 宣子 | 宣子 | 宣子 | 宣子 |      |      |      |      |  |  |          |          |          |          |          |          |  |  |  |  |  |  |  |  |
|            |            |            |            |            |            |  |  |        |        |        |        |        |        |  |  |        |        |        |        |        |        |  |  |          |          |          |          |          |          |  |  |          |          |          |          |            |            |            |            |                  |                  |                  |                  |                  |                  |        |        |            |            |            |            |              |            |          |          |          |          |        |        |          |          |          |          |          |          |          |          |          |          |      |      |          |          |          |          |          |          |          |          |            |            |            |            |            |            |      |      |      |      |      |      |      |      |  |  |          |          |          |          |          |          |  |  |  |  |  |  |  |  |
|            |            |            |            |            |            |  |  |        |        |        |        |        |        |  |  |        |        |        |        |        |        |  |  |          |          |          |          |          |          |  |  |          |          |          |          |            |            |            |            |                  |                  |                  |                  |                  |                  |        |        |            |            |            |            |              |            |          |          |          |          |        |        |          |          |          |          |          |          |          |          |          |          |      |      |          |          |          |          |          |          |          |          |            |            |            |            |            |            |      |      |      |      |      |      |      |      |  |  |          |          |          |          |          |          |  |  |  |  |  |  |  |  |
|            |            |            |            |            |            |  |  |        |        |        |        |        |        |  |  |        |        |        |        |        |        |  |  |          |          |          |          |          |          |  |  | 井植敏雅 | 井植敏雅 | 井植敏雅 | 井植敏雅 | 井植敏雅   | 井植敏雅   |            |            | ヒロ松下（弘幸） | ヒロ松下（弘幸） | ヒロ松下（弘幸） | ヒロ松下（弘幸） | ヒロ松下（弘幸） | ヒロ松下（弘幸） |        |        | 松下正幸   | 松下正幸   | 松下正幸   | 松下正幸   | 松下正幸     | 松下正幸   |          |          | 敦子     | 敦子     | 敦子   | 敦子   | 敦子     | 敦子     |          |          | 関根恒雄 | 関根恒雄 | 関根恒雄 | 関根恒雄 | 関根恒雄 | 関根恒雄 |      |      |          |          |          |          |          |          |          |          |            |            |            |            |            |            |      |      |      |      |      |      |      |      |  |  |          |          |          |          |          |          |  |  |  |  |  |  |  |  |
|            |            |            |            |            |            |  |  |        |        |        |        |        |        |  |  |        |        |        |        |        |        |  |  |          |          |          |          |          |          |  |  | 井植敏雅 | 井植敏雅 | 井植敏雅 | 井植敏雅 | 井植敏雅   | 井植敏雅   |            |            | ヒロ松下（弘幸） | ヒロ松下（弘幸） | ヒロ松下（弘幸） | ヒロ松下（弘幸） | ヒロ松下（弘幸） | ヒロ松下（弘幸） |        |        | 松下正幸   | 松下正幸   | 松下正幸   | 松下正幸   | 松下正幸     | 松下正幸   |          |          | 敦子     | 敦子     | 敦子   | 敦子   | 敦子     | 敦子     |          |          | 関根恒雄 | 関根恒雄 | 関根恒雄 | 関根恒雄 | 関根恒雄 | 関根恒雄 |      |      |          |          |          |          |          |          |          |          |            |            |            |            |            |            |      |      |      |      |      |      |      |      |  |  |          |          |          |          |          |          |  |  |  |  |  |  |  |  |
|            |            |            |            |            |            |  |  |        |        |        |        |        |        |  |  |        |        |        |        |        |        |  |  |          |          |          |          |          |          |  |  |          |          |          |          |            |            |            |            |                  |                  |                  |                  |                  |                  |        |        |            |            |            |            |              |            |          |          |          |          |        |        |          |          |          |          |          |          |          |          |          |          |      |      |          |          |          |          |          |          |          |          |            |            |            |            |            |            |      |      |      |      |      |      |      |      |  |  |          |          |          |          |          |          |  |  |  |  |  |  |  |  |
|            |            |            |            |            |            |  |  |        |        |        |        |        |        |  |  |        |        |        |        |        |        |  |  |          |          |          |          |          |          |  |  |          |          |          |          |            |            |            |            |                  |                  |                  |                  |                  |                  |        |        |            |            |            |            |              |            |          |          |          |          |        |        | 関根大介 |          |          |          |          |          |          |          |          |          |      |      |          |          |          |          |          |          |          |          |            |            |            |            |            |            |      |      |      |      |      |      |      |      |  |  |          |          |          |          |          |          |  |  |  |  |  |  |  |  |

### 閨閥
義弟の井植歳男は創業期からのパートナーだったが、GHQの公職追放処分への対抗目的で、暖簾分けされ三洋電機を創業し、独立した。歳男の弟の祐郎と薫もこの時、共に三洋電機へ移り、3兄弟で社長・会長を歴任した。なお、しばらくは三洋電機でもナショナルブランドを併用していた。歳男の妹・やす江の夫・中尾哲二郎も一時独立するが、後に松下電器産業へ復帰して副社長・技術最高顧問を務めた。
長女・幸子の婿養子に旧華族（伯爵）で日本画家である平田松堂の次男正治を迎えた。正治の祖父東助は旧米沢藩士で桂太郎内閣（第1次、第2次）では内務大臣を務めた人物である。また、正治の母方の家系・前田家は上野七日市藩藩主の家系。正治の兄弟・平田克己の妻・宣子は三井惣領家に連なる。
長男・幸一は1926年（大正15年）6月に生まれるが、僅か8ヶ月後の1927年（昭和2年）2月4日に夭折した。
系図外だが、三井高棟の孫・博子はトヨタ自動車の元社長・豊田章一郎の妻であるため、豊田家とも遠縁の関係にある。また、幾人かの婚外子を残し、全員が相続人になっている。
オープンドア創業者の関根大介は曾孫にあたる。

## 記念碑・施設
椿大神社の「松下幸之助社」では祭神として祀られる。また、門真市には「パナソニックミュージアム 松下幸之助歴史館」がある。
中華人民共和国首都の北京市に2018年6月開設された「松下記念館」は、企業としての松下電器産業（パナソニック）のPRだけでなく、幸之助の中国との関わりも紹介している。幸之助は、中国を改革開放へ転じさせた鄧小平が日本訪問することになったことを知ると松下電器工場への訪問を日程に組み込むよう各方面に働きかけ、実現している。当時の財界人にはときには戦前の満州を含む中国で様々な特権を享受した個人的な体験等まであって政権与党としての自民党に遠慮しつつも市場としての中国に価値を見て中国との関係改善を望む者も伏流としてかなり存在していた。鄧小平の松下電器工場訪問は巷間の一部で伝えられるような中国側の希望によるものではなく、実際にはあくまで松下側の運動によるものであった。しかし、幸之助の場合は、訪日時（1978年）に会った後、翌年・翌翌年と招きを受けて訪中し鄧小平と会談、日本企業としては早い時期に中国で現地生産することを決断しており、中国を市場価値の点ばかりで見ていたわけではないことが分かる。

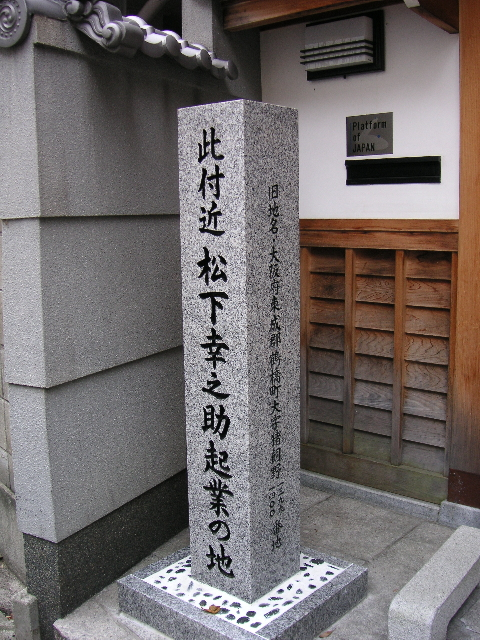
大阪市東成区内にある松下幸之助起業の地の石碑
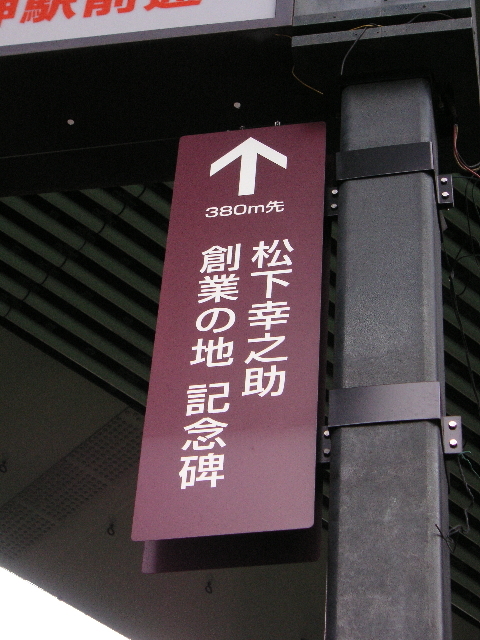
野田阪神付近にある松下幸之助創業の地（パナソニックグループ発祥の地）への案内看板
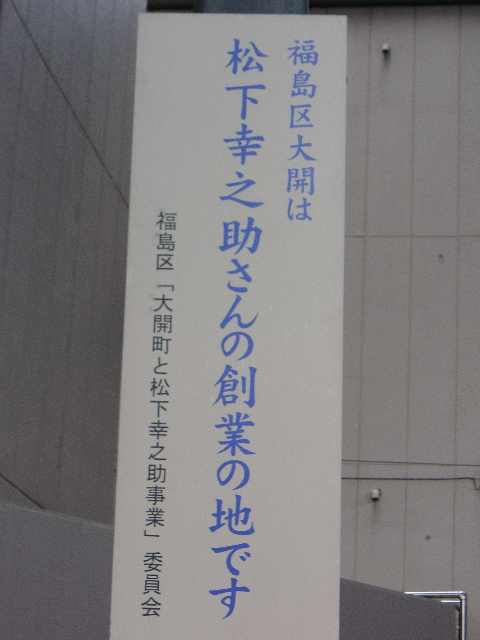
商店街にある松下幸之助創業の地（パナソニックグループ発祥の地）への案内看板
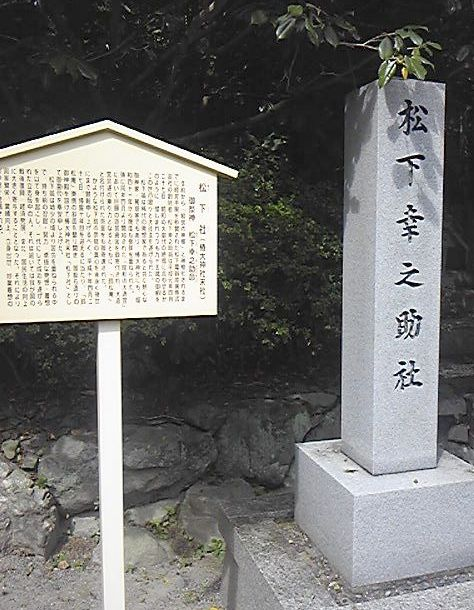
三重県鈴鹿市椿大神社内にある松下幸之助社案内石碑と説明表示

## 主著
詳しくは 松下幸之助.com を参照
発行部数は、特記なきものはPHP研究所の発表による全てのバージョンの累計部数。出版社と発行年月は、最初に出版された際のものを記載。一部の書籍は後に他社から出版されている。
- 『PHPのことば』（PHP研究所・甲鳥書林、1953年4月） - 一般向けで初の著作
- 『私の行き方 考え方』（甲鳥書林、1954年6月） - 52万部[39]
- 『仕事の夢・暮しの夢』（実業之日本社、1960年2月） - 29万部[40]
- 『物の見方 考え方』（実業之日本社、1963年4月） - 86万部[39]
- 『なぜ』（文藝春秋、1965年5月） - 31万部[40]
- 『若さに贈る』（講談社、1966年4月） - 34万部[40]
- 『道をひらく』（PHP研究所、1968年5月） - 520.0万部[41]。カラーテレビの景品として頒布された大阪万博松下館タイムカプセルの模型にも、数cm角の豆本にされ内蔵されている
- 『一日本人としての私のねがい』（実業之日本社、1968年10月） - 32万部[40]
- 『思うまま』（PHP研究所、1971年1月） - 30.6万部[41]
- 『その心意気やよし』（PHP研究所、1971年7月） - 35.6万部[41]
- 『人間を考える―新しい人間観の提唱―』（PHP研究所、1972年8月） - 26.0万部[41]。幸之助は書き終えたとき「自分は結局このことが言いたかったのだ。自分の考え方の根本はこれに尽きる」とさえ思った
- 『商売心得帖』（PHP研究所、1973年2月） - 90.3万部[41]
- 『経営心得帖』（PHP研究所、1974年7月） - 46.9万部[41]
- 『社員稼業』（PHP研究所、1974年10月） - 26.1万部[41]
- 『崩れゆく日本をどう救うか』（PHP研究所、1974年12月） - 62.1万部[41]
- 『道は無限にある―きびしさの中で生きぬくために―』（PHP研究所、1975年5月） - 38.2万部[41]
- 『指導者の条件』（PHP研究所、1975年12月） - 99.6万部[41]
- 『素直な心になるために』（PHP研究所、1976年9月） - 68.1万部[41]
- 『私の夢・日本の夢 21世紀の日本』（PHP研究所、1977年1月） - 31.2万部[41]
- 『続・道をひらく』（PHP研究所、1978年1月） - 32.8万部[41]
- 『実践経営哲学』（PHP研究所、1978年6月） - 45.5万部[41]
- 『決断の経営』（PHP研究所、1979年3月） - 25.4万部[41]
- 『人を活かす経営』（PHP研究所、1979年9月） - 32.3万部[41]
- 『経営のコツここなりと気づいた価値は百万両』（PHP研究所、1980年3月） - 28.2万部[41]
- 『社員心得帖』（PHP研究所、1981年9月） - 58.6万部[41]
- 『人生心得帖』（PHP研究所、1984年9月） - 54.6万部[41]
- 『人生問答』（上・中・下）（共著：松下幸之助・池田大作）潮出版社

## 評伝
- 北康利  『同行二人 松下幸之助と歩む旅』 PHP研究所、2008年。ISBN 978-4569697994。
- 神坂次郎  『天馬の歌 松下幸之助』 PHP研究所、1997年。ISBN 978-4569575308。
- 岩瀬達哉 『血族の王:松下幸之助とナショナルの世紀』 新潮社、2014年。ISBN 978-4101310329。
- 谷口全平・德田樹彦『松下幸之助 茶人・哲学者として』宮帯出版社、2018年。ISBN 978-4863668454。

## 松下幸之助を演じた俳優
- 渡辺いっけい - ドラマ『田原総一朗の人間発掘スペシャル 故・松下幸之助の経営戦略に迫る』 テレビ朝日（2001年）
- 仲代達矢 - 映画『陽はまた昇る』（2002年）
- 藤村俊二 - ドキュメンタリー『世界を変える100人の日本人! JAPAN☆ALLSTARS』 テレビ東京（2008年）
- 宝田明 - 映画『破天荒力 箱根に命を吹き込んだ男たち』（2008年）
- 三田村邦彦 - ドラマ『ルビコンの決断』テレビ東京（2009年）
- 筒井道隆 - ドラマ『神様の女房』 NHK総合（2011年）

## 松下幸之助を題材とした作品

### 小説
- 小説 松下幸之助―ある昭和史（邦光史郎作、日本実業出版社、1986年、ISBN 978-4534011282）[42]
- 神様の女房―もう一人の創業者・松下むめの物語（髙橋誠之助作、ダイヤモンド社、2011年、ISBN 9784478013991）[43]

### テレビドラマ
- 神様の女房（NHK、2011年、松下幸之助 演：筒井道隆、原作：『神様の女房―もう一人の創業者・松下むめの物語』）[44][45]

### 漫画
- 松下幸之助（島田賢司作、集英社別冊少年ジャンプ1973年4月号）[46]
- 松下幸之助物語（久保田千太郎・今道栄治作、小学館小学三年生1988年12月号 - 1989年1月号）[47][48]
- 松下幸之助 一代で世界的な会社を創った努力の人（阿部高明作、集英社学習漫画 世界の伝記 NEXT、2010年、ISBN 978-4-0824-0043-9）[49]
- まんがでわかる 松下幸之助の人生を拓く教え（竹内一正 監修/葉月 漫画、宝島社「まんがでわかる」シリーズ、2016年、ISBN 978-4-8002-5358-3）[50]
- 漫画松下幸之助５つの原則―仕事でいちばん大切なこと（PHP研究所 監修/松枝尚嗣 漫画、PHP研究所、2024年、ISBN 978-4-5698-5737-4）[51]